# إسراء حموية
إسراء عامر حموية (مواليد 11 فبراير 1991) لاعب كرة قدم سوري يلعب حاليا لصالح نادي  نادي القادسية الكويتي في مركز الوسط المدافع.

## السيرة الذاتية
في سبتمبر 2016 تعاقد المالكية الذي ينافس في الدوري البحريني الممتاز مع إسراء لمدة موسم واحد.